# Kâzım Karabekir
Musa Kâzım Karabekir (Küçükmustafapaşa, Fatih, Istanbul, 1882 - Ankara, 1948) va ser un general i polític turc. Va ocupar diverses posicions militars i a la Primera Guerra Mundial va ser cap d'estat major de l'exèrcit del general alemany Von der Goltz a la frontera iraquiana i després comandant del 2n Cos de l'exèrcit del Caucas, obtenint victòries a les batalles d'Erzurum i Erzincan.
El 1919, el sultà el va nomenar governador del Cinquè Cos a Erzurum, però va posar les seves tropes al servei dels nacionalistes i Mustafa Kemal el va nomenar comandant del front oriental, obtenint les victòries de Kars i Gyumri sobre els armenis (finals de 1920). En aquest mateix any fou diputat de la Gran Assemblea Nacional de Turquia per Edirne. Durant la campanya militar de l'est, en la guerra de lliberació de Turquia va acollir a sis mil nens i nenes orfes (entre turcs, kurds i armenis) i va fundar un establiment per a protegir-los i ensenyar-los. Els quatre mil nens i dos mil nenes formen allò que Karabekir anomena "Exercit de Nens Saludables" (turc: Gürbüz Çocuklar Ordusu) i van aprendre esports, com ara, l'esquí. El 1924, Atatürk va prohibir als militars seguir carrera política sense deixar l'exèrcit i Karabekir va renunciar als seus graus i va fundar el Partit Republicà Progressista (Terakkiperver Cumhuriyet Fırkası) molt proper al Partit Republicà del Poble però que demanava un procés més lent cap al laïcisme. Quan va esclatar la revolta kurda el 1925 el seu partit va demanar moderació en la repressió i fou dissolt i Karakebir fou jutjat el 1926 i encara que fou absolt es va retirar fins a la mort d'Atatürk el 1938; el 1939, va ser elegit diputat per Istanbul pel Partit Republicà del Poble; el 1946, fou elegit president de l'Assemblea Nacional càrrec que va exercir fins a la seva mort el 1948.